# Eraines
Eraines – miejscowość i gmina we Francji, w regionie Normandia, w departamencie Calvados.
Według danych na rok 1990 gminę zamieszkiwały 172 osoby, a gęstość zaludnienia wynosiła 43 osoby/km² (wśród 1815 gmin Dolnej Normandii Eraines plasuje się na 714. miejscu pod względem liczby ludności, natomiast pod względem powierzchni na miejscu 967.).